# عبد الله التركماني
عبد الله التركماني (5 ديسمبر 1981 -)، ممثل و مخرج كويتي.

## عن حياته
درس في المعهد العالي للفنون المسرحية وبعد تخرجه عمل بالعديد من المسلسلات والمسرحيات في المهرجانات كما عمل كمخرج لعدد من الأعمال. قدم العديد من الأدوار المركبة.

### حياته الأسرية
في يوليو 2016 أعلن عن زواجه من المذيعة اليمنية حبيبة العبد الله، وانجبا ابنهما «عبد الحميد» في أكتوبر 2017.

## أعماله

### من المسلسلات
| سنة الإنتاج | المسلسل                   | بمشاركة |
| ----------- | ------------------------- | --- |
| 2007        | عرس الدم                  | جاسم النبهان، فاطمة الحوسني، أحمد السلمان، نادية العاصي، محمد الصيرفي، ميساء مغربي                                   |
| 2007        | شاهين                     | هدى الخطيب، أحلام حسن، عبد الله بهمن، وفاء مكي، عبد الله الباروني                                                    |
| 2008        | عيون الحب                 | جاسم النبهان، هند البلوشي، إلهام الفضالة، عبد الله بوشهري، محمود بوشهري                                              |
| 2008        | التنديل                   | عبد العزيز جاسم، جاسم النبهان، إبراهيم الحربي، يعقوب عبد الله، شيماء سبت، ليلى السلمان، عبد الله الباروني، أحلام حسن |
| 2009        | آخر صفقة حب               | عبد المحسن النمر، عبد الله بوشهري، صمود، هيا عبد السلام، شجون الهاجري، هنوف السعدون                                  |
| 2010        | ساهر الليل                | جاسم النبهان، فاطمة الحوسني، صمود، هيا عبد السلام، محمود بوشهري، عبد الله بوشهري                                     |
| 2010        | تو النهار                 | جاسم النبهان، فاطمة الحوسني، ليلى عبد الله، هنوف السعدون، هيا عبد السلام                                             |
| 2010        | بعدك طيب                  | هيا عبد السلام، مرام البلوشي، صلاح الملا، عبد الله بوشهري                                                            |
| 2011        | ساهر الليل 2: زينة الحياة | جاسم النبهان، محمود بوشهري، مرام البلوشي، هيا عبد السلام، صمود، ليلى عبد الله                                        |
| 2011        | لهفة الخاطر               | فاطمة الحوسني، هبة الدري، هيا عبد السلام، ليلى عبد الله، سوسن الهارون، منى حسين                                      |
| 2013        | يا من هواه                | أحمد الجسمي، هدى الخطيب، شهد الياسين، شيلاء سبت                                                                      |
| 2015        | حال مناير                 | حياة الفهد، جاسم النبهان، هدى الخطيب، طيف، مشاري البلام                                                              |
| 2019        | جمان                      | نور الغندور، مهند الحمدي، فوز الشطي، هدى الخطيب                                                                      |
| 2020        | أمر إخلاء                 | فوز الشطي، في الشرقاوي، يوسف البلوشي، غادة الزدجالي، ناصر الدوسري                                                    |
| 2021        | الروح والرية              | إيمان الحسيني، في الشرقاوي، ريم ارحمه، محمد الدوسري، فهد البناي                                                      |
| 2021        | أمر إخلاء 2               | فوز الشطي، في الشرقاوي، يوسف البلوشي، غادة الزدجالي، ناصر الدوسري                                                    |
| 2021        | مكان آمن للحب             | |
| 2021        | مفتاح صول                 | |
| 2022        | حضرة الموقف               | |
| 2022        | عاشر صفحة                 | |

### في المسرح
| سنة العرض | المسرحية  | بمشاركة                                          |
| --------- | --------- | ------------------------------------------------ |
| 2007      | انتظارات  | شجون الهاجري، عبد الله بوشهري، عبد المحسن القفاص |
| 2015      | صدى الصمت | سماح، فيصل العميري                               |

### كمخرج
| سنة الإنتاج | العمل       | الدور      |
| ----------- | ----------- | ---------- |
| 2010        | أنين        | مساعد مخرج |
| 2010        | تو النهار   | مساعد مخرج |
| 2011        | لهفة الخاطر | مساعد مخرج |
| 2012        | وطن النهار  | مخرج منفذ  |
| 2012        | شارع 90     | مخرج منفذ  |
| 2020        | أمر إخلاء   | مخرج       |